# Symbolia ochracea
Symbolia ochracea är en tvåvingeart som beskrevs av Becker 1922. Symbolia ochracea ingår i släktet Symbolia och familjen styltflugor.
Artens utbredningsområde är Bolivia. Inga underarter finns listade i Catalogue of Life.